# 13, Rue del Percebe
13, Rue del Percebe es una serie de historieta de España creada por Francisco Ibáñez. La primera página fue publicada en el primer número de la segunda época de la revista Tío Vivo (6 de marzo de 1961) y pronto adquirió enorme popularidad por su estructura novedosa e inusual. En los años 80, en pleno conflicto de Ibáñez con Bruguera, habiendo perdido los derechos de todas sus series, este creó un spin-off de la misma 7, Rebolling Street.

## Antecedentes
Antes de 13, Rue del Percebe, ya habían existido otras historietas que habían usado el recurso de desarrollar una trama en un edificio con la fachada seccionada para poder ver su interior. Por ejemplo, Joaquim Xaudaró publicó a principios del siglo XX una página titulada Una casa en Nochebuena. Will Eisner también nos muestra lo que sucede en un edificio en una página "School for girls" de su serie The Spirit. El ejemplo más cercano en el tiempo y aspecto fue una página llamada Un día en Villa Pulgarcito de Manuel Vázquez Gallego donde salen los personajes de Pulgarcito en distintas plantas de un edificio. Tal vez por esto se atribuye a veces a Vázquez la idea de la serie. En cualquier caso, todos estos ejemplos eran casos puntuales que Ibáñez tuvo la capacidad de convertir en algo habitual.

## Trayectoria editorial
La primera historieta se publicó el 6 de marzo de 1961 en la revista Tío Vivo. Ibáñez publicó 314 páginas de la serie hasta 1967, aunque fue sustituido durante algo menos de dos meses por Joan Bernet Toledano quien realizó siete páginas en noviembre y diciembre de 1967. En 1968 Ibáñez vuelve a tomar las riendas de la historieta realizando 27 páginas más hasta que vuelve a dejar la serie en manos de Bernet Toledano, quien la continuó con 57 entregas más hasta el 26 de enero de 1970.  Más tarde se publicaron en la revista historietas repetidas, a veces cambiando las viñetas de una página a otra, hasta el cierre de Tío Vivo en 1981. Sin embargo, en el Extra de Verano de 1970 aún aparece una página nueva de Juan Martínez Osete.
En 1971 y 1972, se publicaron dos recopilaciones de las historietas en la Colección Olé de la editorial Bruguera, y a partir de 1990, Ediciones B dedicó nuevos álbumes a esta serie. También hubo recopilaciones en las colecciones Magos del humor y Súper Humor a partir de 1975. Sin embargo, la recopilación más completa de las historietas se llevó a cabo en la República Federal Alemana entre 1981 y 1983 con nueve álbumes bajo el título Ausgeflippt - Fischstrasse 13 - irre Typen, heisse Sprüche. Tal vez la buena acogida en Alemania de la serie fue lo que motivó Bruguera a retomarla con 36 nuevas historietas que conformaron el décimo álbum recopilatorio. En Alemania se llegaron a publicar cinco álbumes más con historietas nunca vistas en España de dibujantes desconocidos, presumiblemente alemanes. En 2002, hubo un recopilatorio en formato Súper Humor que incluía una nueva historieta de Ibáñez, con prólogo de Luis Alberto de Cuenca.
En marzo del 2016, Ediciones B publicó una edición integral de 13, Rue del Percebe que recopila todas las historias creadas por Ibáñez en una edición de tapa dura y tamaño grande de la que, apenas una semana después, salió a la venta la segunda edición. Esta edición se ha hecho coincidiendo con el 80 cumpleaños de su autor

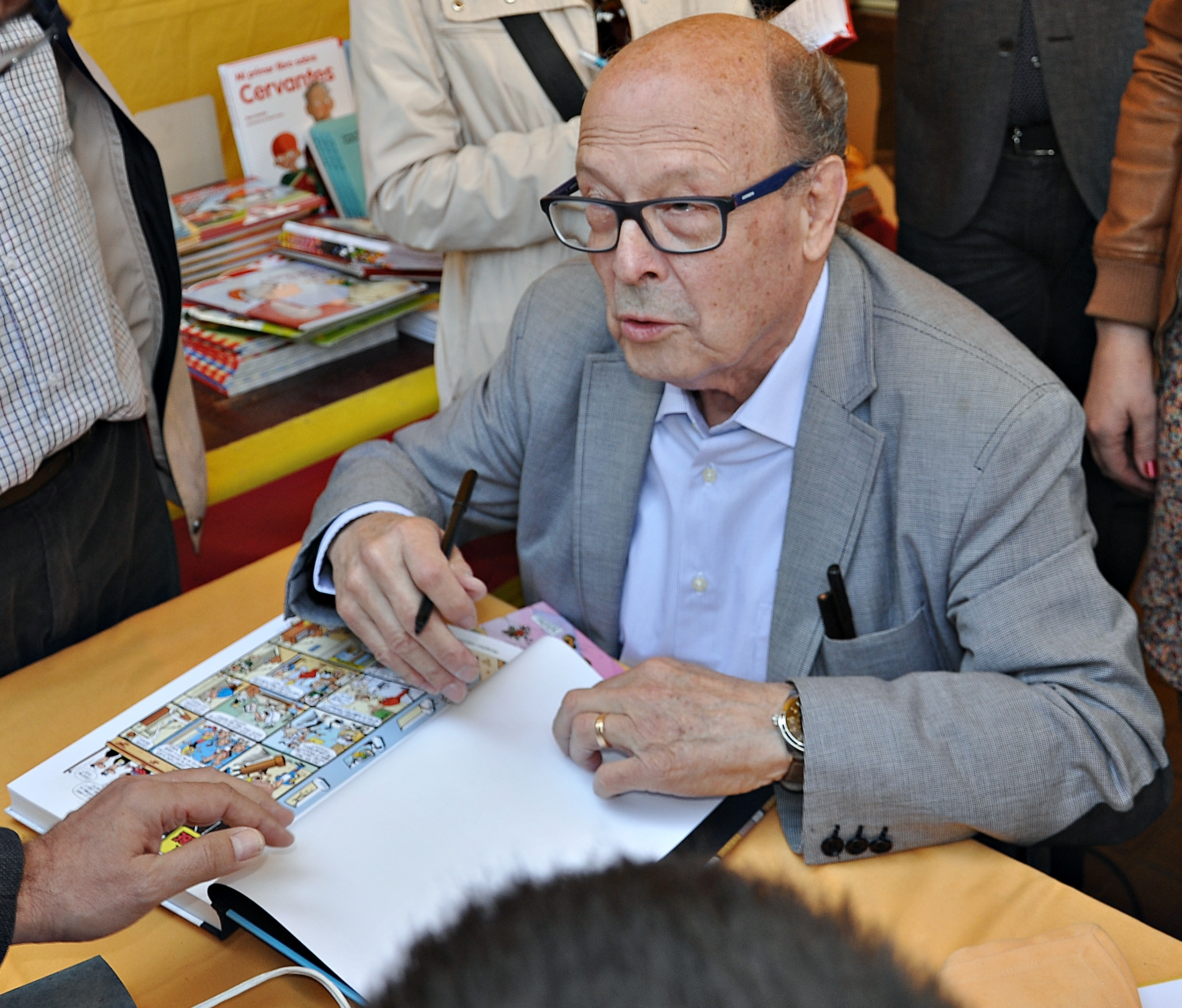
Firma de ejemplares de la edición integral en la Plaza de Cataluña durante la Diada del 2016.

## Los habitantes

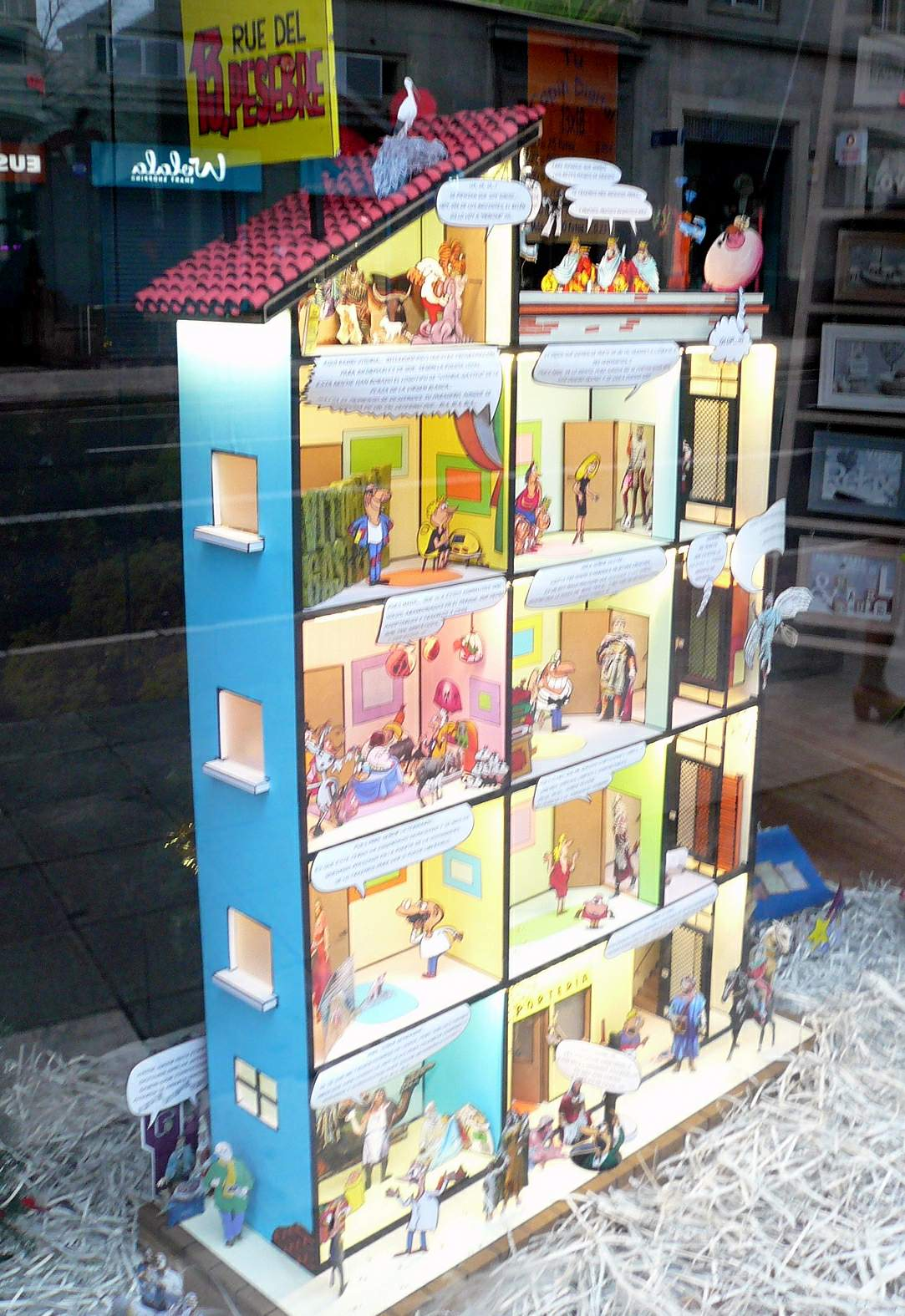
Maqueta del edificio de 13 Rue del Percebe expuesta en el escaparate de una tienda de Vitoria (2019)

13, Rue del Percebe es una macroviñeta que ocupa una página, dividida a su vez en viñetas no secuenciales, y que muestra en clave de humor un edificio de apartamentos y la comunidad que lo habita:
- Planta baja
  - Colmado Senén: Ubicada a la izquierda, se halla la tienda de ultramarinos de Don Senén, un desconfiado tendero que siempre encuentra modos de engañar a las clientas con el peso y la frescura de la mercancía, pero muchas veces le sale el tiro por la culata (por ejemplo, cuando intenta estafar a una campeona de lucha libre[7]), que recuerda a Margarito Celemín, un vendedor muy pillín de Blas Sanchís, El dependiente Vicente, de Escobar, El tendero Sisebuto y su aprendiz que es un bruto, de Pedro García Lorente.[8]
  - La portería: Se encuentra anexa al Colmado Senén, habitada por la cotilla portera de la comunidad de vecinos,[9] quien recuerda a Doña Tomasa, con fruición, va y alquila su mansión de Escobar y a Doña Lío Portapartes de Raf; de esta última tiene hasta su mismo físico con moño, chal, delantal, falda oscura y escoba para barrer. Suele hablar con Don Hurón o con alguno de los que intentan utilizar el ascensor para explicarles su mal funcionamiento o el motivo de ser reemplazado.[10]
  - El ascensor: A pesar de tratarse de un ser inerte, es un personaje por derecho propio de igual modo, pues sufre las más diversas peripecias y fenómenos. Tan pronto no funciona bien como es robado como se encoge al mojarse[11] como está en reparación y es sustituido por variados métodos alternativos (como un cañón, un fuelle gigante para impulsar a los viajantes a los pisos superiores[12] o cartuchos de TNT[13]), o es reemplazado por nuevas versiones encargadas a variopintos constructores (como un fabricante de juegos de ajedrez, una de las pompas fúnebres o un vidriero, los cuales predeciblemente proporcionan a modo de ascensor una torre,[14] un ataúd y una botella gigante).
  - La alcantarilla: Frente a la portería se encuentra Don Hurón (Doroteo Hurón), quien vive en una alcantarilla que posiblemente le fuera alquilada por la dueña de la pensión, a juzgar por lo que asegura en la primera entrega de la serie. A menudo aparece comentando sus problemas con la portera, generalmente sobre transeúntes despistados que caen por el boquete de la alcantarilla o sobre los intentos de una serie de ratas que viven en el pozo por disputarle la vivienda.[9]

- Primera planta
  - Primero izquierda: Es la consulta de un veterinario no muy competente con una variopinta clientela, que trata los casos más diversos. Su nombre y apellidos se desconocen, ya que la gente con la que trata se refiere a él exclusivamente como "doctor".[9]
  - Primero derecha: Vive la mezquina dueña de una pensión continuamente superpoblada, en la que destacan los intentos de la mujer por alojar a más inquilinos mediante estrambóticos y draconianos métodos. Es rubia, de pelo algo rizado corto y con cierta tendencia a un leve sobrepeso. Al igual que con el doctor, su identidad es desconocida, o lo era hasta una viñeta en donde le cose a un cliente en la espalda un cartel publicitario, en el que se lee "Pensión Rita".[9]

- Segunda planta
  - Segundo izquierda: En este piso habita una anciana de la Sociedad Protectora de Animales que, eterna amante de éstos, no deja de cambiar de mascota (normalmente gatos o perros pero ha tenido incluso un elefante[7] y una ballena[15]) ni de tener los más variados problemas con ellas,[9] estas situaciones recuerdan a las de Doña Trini y sus animalitos de Escobar.[10]
  - Segundo derecha: Es el único piso cuyo inquilino ha cambiado con los años. En principio vivía un científico loco, que infatigablemente trabajaba en crear monstruos horripilantes pero que siempre le salían buenazos (claramente inspirado en el Víctor Frankenstein de la novela de Mary Shelley). Posteriormente el doctor se fue (su última aparición fue en la viñeta 165,[16] en 1964) y dejó el piso vacío, siendo reemplazado por la portera como una suerte de agente inmobiliario que intentaba vender el piso a varios personajes, siendo el estado de este el motivo cómico. Finalmente fue adquirido (en la viñeta 189[17]) por un desastrado sastre con mucha caradura y una más que cuestionable profesionalidad,[9] capaz de coser trajes con cuatro piernas,[18] abrigos de pelo de camello con jorobas,[19] trajes "frescos" con sábanas de fantasma con fantasma incluido[20][21] o trajes de cuadros o luces a base de cuadros enmarcados y bombillas,[22][23] siendo incapaz siempre de reconocer sus equivocaciones.
- Tercera planta
  - Tercero izquierda: En él vive un patoso ladrón llamado Ceferino Raffles que no parece poder dejar de robar cosas inútiles (como un hipopótamo del zoo,[24] la amarra de un barco[25] o un buzón[23]) y su fastidiada esposa.[9] Son la representación de el Caco Bonifacio de Enrich, teniendo la misma vestimenta (antifaz, chaqueta y pantalón con remiendos) y un ayudante, en el caso de Bonifacio de Panchacio y en el de Ceferino su mujer.[10]
  - Tercero derecha: Está ocupado por una mujer y sus cinco hijos pequeños, incorregiblemente traviesos, que en las primeras entregas tenían una hermana mayor que luego desapareció (quizá porque encontró un esposo al fin). Cuando estaba, buscaba novio, pero sus traviesos hermanos "lograban" hacer que se quedase soltera debido a sus "travesuras".[9] Estos "angelitos" eran capaces, en otras muchas, de usar una trampa de caza con dientes para "ayudar" a su hermana a cazar novio,[24] inundar el piso para crearse una piscina[26] o pasar el collar de perlas de su madre por el molinillo de café.[27] La historia de los hermanos que estropean las citas de su hermana recuerda a La Terrible Fifí de Nené Estivill y a Lidia y su hermanito Jaimito de Joso.[10]

- Azotea
  - La buhardilla: Es un cuartucho situado en la izquierda del edificio (encima del piso de Ceferino, el ladrón) de tejado inclinado, encima del cual se encuentra el cartel que da nombre al edificio. En ella vive Manolo, un pintor que se encuentra siempre acosado por sus acreedores. De hecho, más que por pintor, se le conoce como deudor sempiterno y por sus ingenios para escapar de sus acreedores (lo que provoca las risas de un gato negro que aparece de forma esporádica junto a Manolo); es precisamente de los sablazos y engaños de donde obtiene su "sueldo".[9] Este personaje recuerda al protagonista de Aniceto, artista incompleto de José Escobar Saliente o Guillermo el conquistador de Gin, aunque su mayor influencia sería Manuel Vázquez Gallego.[10]
  - El gato y el ratón: En la azotea se encuentra un gato negro que generalmente es torturado por un cruel ratón que se divierte a su costa,[9] por ejemplo, usándolo como diana para el lanzamiento de cuchillos,[28] despertándolo de la siesta a base de TNT[29] o azuzando contra él todas las abejas de una colmena.[30]

- Elementos adicionales
  - Las escaleras: Aparecen anexas al ascensor de la portería a lo largo de los diferentes pisos, pero nunca se ve a nadie utilizándolas, por lo que se convierten en un elemento decorativo, que no funcional. De hecho, su singular apariencia las haría impracticables para bajar y subir a cualquier piso.
  - La araña: Aparece en las escaleras, colgando de un hilo o una telaraña, y cada vez se disfraza de una manera diferente, lo que recuerda un poco a Mortadelo.
  - Personajes invitados: Por el edificio aparecen Mortadelo y Filemón, que hacen alguna aparición esporádica en este lugar. Asimismo, a veces aparece por el edificio otro de los personajes de Ibáñez, el miope Rompetechos.

## Problemas con la censura
La entonces dictadura del general Franco montó en cólera ante el personaje que vivía en el segundo derecha, el científico loco que se dedicaba a crear monstruos horripilantes, con el argumento de "solo Dios puede crear vida". Debido a la presión, Ibáñez fue obligado por la censura a retirar dicho personaje, lo que motivó el único cambio de inquilino en toda la historia del 13, Rue del Percebe.
No obstante, Ibáñez se las apañó para retirarlo por la puerta grande, en vez de hacerlo disimuladamente o con cierta vergüenza por ello. Así, en la última viñeta en donde éste aparece, el doctor comenta con sonrisa irónica ante un sorprendido amigo su intención de mudarse de piso "porque no le va bien para el monstruo que tiene proyectado", a la vez que junto a él aparecen un par de zapatos gigantes como un indicio de su tamaño cuando estuviese terminado.

## 13, Rue del Percebe en elsigloXXI

Edición integral de las tiras de 13, Rue del Percebe

En el 2002, Ibáñez hizo una página especial para la recopilación publicada en la serie Súper Humor, en que los personajes aparecen actualizados al nuevo siglo: el deudor de la buhardilla, Manolo, ahora realiza sus estafas por ordenador; el ladrón Ceferino está ahora en el consejo de administración de un banco; los niños del tercero derecha son ya mayores, y bailan rock and roll y toman pastillas de éxtasis; la anciana de la Protectora de Animales tiene un perro robótico, y en vez de un canario tiene un móvil con una melodía de Operación Triunfo; el sastre de al lado ha confeccionado un traje de «lo que se lleva ahora» a petición de un cliente, que resulta ser un cartel con el lema «No al CO2»; el veterinario ha clonado un león, que le ha salido con cabeza de burro; la pensión contigua está poblada de okupas; el colmado ofrece productos importados, aunque como siempre su calidad no es precisamente óptima; la portera está siendo rescatada por los bomberos de una montaña de correo comercial; y Don Hurón le explica a Rompetechos con la cabeza llena de basura que su alcantarilla no es una toma autoaspirante de residuos orgánicos.

## Elaboración de historietas
Ibáñez realizó las historietas usando una plantilla que tenía la forma del edificio. Este aparece desprovisto de mobiliario y de sus inquilinos, dejando los pisos vacíos como si estuviesen deshabitados, lo mismo que con la buhardilla, la tienda del Colmado Senén y la portería.

## Análisis
13, Rue del Percebe es en apariencia una serie de chistes casi siempre aislados e independientes, con personajes fijos, encasillados en su papel inmutable y solo unidos por el edificio donde habitan. Ello permite al lector leer la página en el orden que desee, claramente no lineal. Pero afirmar esto sería frecuentemente simplificar las cosas. A menudo, un hecho afecta a más de una viñeta-vecino o a la página entera de modo que en ocasiones la secuencialidad de lectura es dirigida, aumentando así el efecto cómico y de inmersión a causa de las sinergias creadas en los personajes que, de puro arquetípicos, uno acaba conociendo y aceptando, del mismo modo que muchos conocemos a los vecinos de nuestro enorme bloque de apartamentos: por escenas furtivas pero similares que, día a día, nos hacen ir formando una imagen más o menos precisa de ellos.
La facilidad de lectura de este tebeo, la interminable repetición de los mismos problemas con diferentes detalles, la familiaridad que se crea con los personajes a lo largo de la lectura dispersa de cada página a pesar de que, objetivamente, la mayoría de los chistes son muy simples, así como una ausencia de lectura lineal que, de haberlo conocido, habría hecho las delicias de Marshall McLuhan hacen de este tebeo un caso único y especialmente atractivo a un nivel inconsciente que pocas otras historietas pueden igualar.
Sin embargo Francisco Ibáñez encontraba difícil a la larga continuar dibujando esta serie: no soportaba la sensación de enclaustramiento que le producía. En sus otras historietas son frecuentes los viajes, los exteriores, los paisajes urbanos o rurales mientras que en 13, Rue del Percebe tenemos una casilla de extensión fija para cada personaje fijo. No obstante, en 1987, Ibáñez creó, para la editorial Grijalbo, 7, Rebolling Street, una historieta que explotaba la misma fórmula pero esta vez a doble página y con más personajes.

## Otros medios
Los personajes hicieron una aparición en una historieta de Pafman de Joaquín Cera dónde el titular héroe y su gato asistente van al edificio a ayudar a Manolo (que ahí es en vez Vázquez) a evitar unos acreedores sin darse cuenta. Al final de la historieta, mientras los tres se preparan a huir de los acreedores, el gato de Pafman ve al gato y al ratón y procede en darle una paliza al ratón, enviandolo a la luna. Cera entonces deja en la última viñeta un texto diciendo que así cumple el sueño de lectores de castigar al ratón por sus torturas al gato.
El edificio y varios de los personajes que lo habitan, como el tendero, el ladrón, o la portera, dieron el salto a la gran pantalla al aparecer en algunas escenas de la película La gran aventura de Mortadelo y Filemón, basada en los personajes más conocidos del autor. En la película, el 13 de la Rue del Percebe, es el edificio donde vive la madre de Filemón, teniendo como vecinos a los personajes de la historieta.
En mayo de 2010 la casa y sus inquilinos fueron los protagonistas de un anuncio de la conocida marca de refrescos "La Casera" de la mano de la agencia de publicidad GREY. Este anuncio lo dirigió Javier Fesser quien ya los llevara al cine en la película de Mortadelo y Filemón mencionada arriba, aunque al contrario que entonces en que solo aparecían unos pocos de los personajes, en esta ocasión están representados casi todos los vecinos clásicos del edificio.
En el 2009 el escritor Alberto Gimeno publicó la novela Hotel Dorado, abiertamente inspirada en la historieta y en la que trata de dar verosimilitud a los caricaturescos personajes.

## Influencia y legado
13, Rue del Percebe da nombre a una calle en el municipio de Rivas-Vaciamadrid.
Se ha dicho que las populares series Aquí no hay quien viva y La que se avecina tomaron como modelo 13 Rue del Percebe para crear el 21 de la Calle Desengaño en la primera serie y el 7 de la calle Ave del paraíso (en el Mirador de Montepinar) en la segunda, aunque tanto el autor de la historieta como los responsables de ambas series lo han negado en alguna ocasión.
- Aquí no hay quien viva (serie de televisión española), serie inspirada en 13, Rue del Percebe
- La que se avecina, serie inspirada en 13, Rue del Percebe
- Otras series inspiradas en 13, Rue del Percebe:

| País      | Título                  | Temporadas | Episodios |
| --------- | ----------------------- | ---------- | --------- |
| Argentina | Aquí no hay quien viva  | 1          | 39        |
| Francia   | Faites comme chez vous! | 1          | 24        |
| Chile     | Aquí no hay quien viva  | 1          | –         |
| Colombia  | Aquí no hay quien viva  | 1          | 99        |
| Portugal  | Aqui não há quem viva   | 2          | 52        |
| Grecia    | Η Πολυκατοικία          | 3          | 132       |
| México    | Vecinos                 | 15         | 236       |